# 類聚國史
《類聚國史》是以日本六國史條文分門別類編排的類書，菅原道真編。全200卷，另有目錄2卷、系圖3卷，現存62卷。

## 概要
日本奈良、平安時代初期，輸入中國《藝文類聚》、《群書治要》等綜合類書，用於天皇進學講讀與文士披檢故實。平安時代中期以降，日本國風文化趨於成熟，宮廷行事與百官政務重視先例，所以將類書的體系與編輯方式應用於史書，以備有司檢索，是為本書出現的背景。
《菅家文草》卷五早春觀賜宴宮人同賦催粧應製詩序：「聖主（宇多天皇）命小臣，分類舊史之次，見有上月子日賜菜羹之宴。」。菅原道真最早的傳記《北野天神御傳》：「寬平中（889年~898年），奉勅修分疏國史百卷，傳于世焉。」，與今本異。嘉承元年（1106年）道真五代孫菅原陳經撰《菅家御傳記》：「寬平四年五月十日（892年6月12日），《類聚國史》奏上。」。但是諸書所記成書時間與卷數不無矛盾，自古以來就是一大懸案。
據《日本紀略》，《日本三代實錄》以寬平4年5月1日（892年6月3日）開始編纂，延喜元年8月2日（901年9月22日）完成奏上。如所記屬實，則菅原道真奏上《類聚國史》時，《日本三代實錄》尚未修撰；而《日本三代實錄》成書前，菅原道真已於昌泰4年1月25日（901年2月21日）遷任大宰權帥，亦不及見書成。所以江戶時代伴信友主張，菅原道真所編部分只有五國史，因此僅百卷，而《日本三代實錄》的條文，則是後人所增修。
但是坂本太郎認為，由現存《類聚國史》部類所見，援引《日本三代實錄》的條文與其他五國史的體例一致，不類出自他人之手。且五國史合計140卷，而《日本三代實錄》50卷，單就《日本三代實錄》加以增補，也不可能增加卷數至百卷之多，而主張《北野天神御傳》的「分疏國史百卷」只是單純的二百卷之誤，但至今尚無定論。
本書經應仁之亂，大半散逸，目錄與系圖已無存。現存62卷的部類有神祇、帝王、後宮、人、歲時、音樂、賞宴、奉獻、政理、刑法、職官、文、田地、祥瑞、災異、佛道、風俗、殊俗，共18類，每類之下又詳分細目。而依國學院大學教授高田淳之說，已佚部類之可考者有東宮、征討、地名等5類。
本書徵引六國史，基本上尊重原式，無所節略。所以不僅為校讎六國史之資，更可據以補《日本後紀》闕卷，與《續日本後紀》、《日本三代實錄》傳寫省略的條文。

## 版本
《類聚國史》現存最古的鎌倉時代寫本，有尊經閣文庫藏4卷（卷165、卷171、卷177、卷179）、東北大學藏狩野亨吉舊藏本1卷（卷25），這兩本都是出於壬生官務家傳來的古本，並指定為日本國寶。此外石清水八幡宮藏2卷（卷1、卷5），卷末題嘉祿3年（1227年）書寫。尊經閣文庫另收藏明應9年（1500年）書寫的明應本15冊、大永年間（1521年~1527年）三條西公條書寫的4冊本。尊經閣文庫所藏諸本，及東北大學本、石清水八幡宮本的摹寫本，近年由八木書店影印行世。
而《類聚國史》之有刻本，始於文化12年（1815年）仙石政和校刊本。先是塙保己一有志刊行本書，取幕府秘庫所藏4本合校，以忙於《史料》（《大日本史料》的前身）編纂，未竟其業，仙石政和承其志，旁搜他本，更加精校，自文化3年（1806年）年起刊行，歷時10年而完成。近代的活字排印本，如大正5年（1916年）經濟雜誌社《國史大系》本、昭和8年（1933年）吉川弘文館《新訂增補國史大系》本，也都是以仙石政和校刊夲為底本。

## 書誌情報
- 前田育德會尊經閣文庫 編《尊經閣善本影印集成》第四輯（八木書店、2001~2002年）
  - 32 類聚国史〈1〉古本‧附模寫本 ISBN 978-4-8406-2332-2、33 類聚国史〈2〉明應本 ISBN 978-4-8406-2333-9、34 類聚国史〈3〉大永本‧附抄出紙片 ISBN 978-4-8406-2334-6
- 黑板勝美 編《新訂增補國史大系》（吉川弘文館、2007年OD版）
  - 卷5 《類聚国史》前篇 ISBN 978-4-642-04005-1、卷6 《類聚国史》後篇 ISBN 978-4-642-04006-8

## 腳注
1. ↑  坂本太郎《六国史》 341~342頁、遠藤慶太《平安勅撰史書研究》 311~314頁。
2. ↑  坂本太郎《六国史》 339~340頁。
3. ↑  坂本太郎《六国史》 347~349頁。
4. ↑  遠藤慶太《平安勅撰史書研究》 第四章 『続日本後紀』現行本文の問題点 114~115頁。
5. ↑  坂本太郎《六国史》 350~351頁。